# Maryja
Maryja ist ein weiblicher Vorname in Belarus.

## Bekannte Namensträgerinnen
- Maryja Kalesnikawa (* 1982), belarussische Berufsmusikerin
- Maryja Kaslouskaja (* 1989), belarussische Biathletin
- Maryja Mamaschuk (* 1992), belarussische Ringerin
- Maryja Tschelatschowa (* 1993), belarussische Biathletin
- Maryja Schkanawa (* 1989), belarussische Skirennläuferin